# Koštice
Koštice (en allemand : Koschtitz) est une commune du district de Louny, dans la région d'Ústí nad Labem, en République tchèque. Sa population s'élevait à 585 habitants en 2021.

## Géographie
Koštice se trouve à 12 km au nord-est de Louny, à 30 km au sud-ouest d'Ústí nad Labem et à 51 km au nord-ouest de Prague.
La commune est limitée par Děčany et Lkáň au nord, par Klapý et Křesín à l'est, par Peruc et Počedělice au sud, et par Chožov à l'ouest.

## Histoire
La première mention historique du village date de 1373.

## Transports
Par la route, Koštice se trouve à 14 km de Louny, à 42 km d'Ústí nad Labem  et à 63 km de Prague.